# Sadocus asperatus
Sadocus asperatus is een hooiwagen uit de familie Gonyleptidae.